# Ummeliata insecticeps
Ummeliata insecticeps är en spindelart som först beskrevs av Friedrich Wilhelm Bösenberg och Embrik Strand 1906.  Ummeliata insecticeps ingår i släktet Ummeliata och familjen täckvävarspindlar. Inga underarter finns listade i Catalogue of Life.

## Bildgalleri

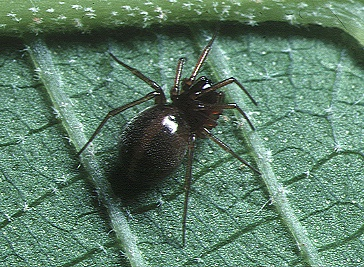
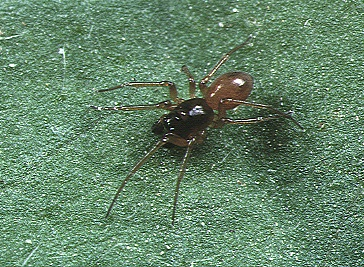